# Santuario Nacional de San Juan Neumann
El Santuario Nacional de San Juan Neumann (en inglés: National Shrine of Saint John Neumann) es un santuario católico nacional dedicado a San Juan Neumann, el cuarto obispo de Filadelfia y el primer varón estadounidense en ser canonizado. El santuario se encuentra en la iglesia inferior de San Pedro Apóstol en el 1019 North 5th Street, en Filadelfia, Pensilvania, en los Estados Unidos. La iglesia principal fue construida en 1843.
Junto a la iglesia inferior hay un pequeño museo , que muestra objetos relacionados con la vida del santo . El Santuario Nacional de San Juan Neumann y la Iglesia de San Pedro están bajo el cuidado de los Redentoristas, la comunidad religiosa de la cual San Juan Neumann fue un miembro .
Cuando el Obispo Neumann falleció repentinamente en 1860, fue enterrado conforme a su voluntad, en la cripta de la iglesia de San Pedro debajo del piso, directamente a su vez debajo del altar mayor.